# Crystal Plamondon
Pour les articles homonymes, voir Plamondon.
Crystal Plamondon, aussi connue sous le nom de Reine cadienne du Canada  (Canada's Cajun Queen en anglais) est une chanteuse, auteur-compositeur et percussionniste canadienne franco-albertaine.
Elle est née à Plamondon, dans le nord-est de l'Alberta, au Canada, un village fondé par son arrière-grand-père en 1908. Elle a remporté un grand nombre de récompenses dont le prix Molson Canadian ARIA de l'Association de l'industrie albertaine de l'enregistrement (Alberta Recording Industry Association) du meilleur artiste de l'année et le Prix hommage féminin du YWCA dans le domaine des arts et de la culture (YWCA Tribute to Women Award for Arts & Culture).
Considérée au début comme une artiste cadienne, son style musical s'étend aussi vers la country, le folk et la pop. Elle se dit influencée par Daniel Lanois, Dolly Parton, Sting et Emmylou Harris. Elle chante en anglais, en français et en Cree, langue amérindienne de l'Alberta.

## Discographie
- Carpe Diem! (1993), premier succès avec la chanson "Capitaine" suivi rapidement de "On va faire le rigodon"
- La Rousse Farouche/ Wild Red (1996)
- Plus de Frontières - No Borders (2002). Cet album a été nommé Album francophone de l’année à la cérémonie de remise des prix de la musique de l'Ouest canadien (Western Canadian Music Awards).